# Miguel Galuccio
Miguel Matías Galuccio (n. Paraná, 23 de abril de 1968) es un ingeniero en petróleo y ejecutivo del sector energético argentino. Es fundador y director general de la petrolera Vista Energy.

## Biografía
Galuccio nació en Paraná, provincia de Entre Ríos, en 1968. Es parte de una familia paranaense formada por una profesora de inglés y un empresario. El matrimonio tuvo cuatro hijos varones, de los cuales Miguel es el mayor. Cursó sus estudios primarios y secundarios en la Industrial de Paraná, y al finalizar el secundario se fue a la ciudad de Buenos Aires donde estudió la carrera de ingeniería en petróleo, en el Instituto Tecnológico de Buenos Aires (ITBA), graduándose en 1994.
Se unió a YPF poco después de graduarse, donde se especializó en petróleo no convencional, y fue designado responsable de la operación y desarrollo de los yacimientos de la región sur. Cuando en abril de 1995 YPF compró la petrolera estadounidense Maxus Energy, se sumó a la firma. En 1998 fue trasladado a Indonesia, donde YPF Internacional tenía a su cargo varios yacimientos.
Después de la adquisición de YPF por Repsol en 1999, se unió a la firma de servicios petroleros Schlumberger y fue designado gerente general de operaciones de la empresa para México y América Central. Fue el primer presidente y CEO de YPF luego de ser expropiada, durante el gobierno de Cristina Kirchner y volvió a dirigir la compañía energética estatal YPF desde la nacionalización de la misma en mayo de 2012 hasta abril de 2016. 
En 2016, tras la dimisión de la dirección de YPF forzada por el Gobierno debido a la deuda acumulada durante su gestión, fundó en 2017 junto a otros socios Vista Oil & Gas, la primera empresa petrolera pública independiente que opera en el yacimiento petrolífero Vaca Muerta. En 2020, su empresa perdió US$40 millones por el impacto del Aislamiento Social Preventivo y Obligatorio. En 2021 la compañía dejó de llamarse Vista Oil & Gas para convertirse simplemente en Vista, con el lema “Energy for tomorrow” (“Energía para el mañana”). Vista es el segundo operador de Vaca Muerta. En 2023, la empresa tuvo un crecimiento del 47% en sus utilidades, que llegaron a US$397 millones. 
Los acuerdos más relevantes de Vista son el acuerdo con Chevron, que hoy desarrolla junto a YPF el proyecto Loma Campana en Neuquén, y el acuerdo con Petronas, que dio origen al proyecto la Amarga Chica en Neuquén. 
Galuccio participó en la fundación de otras dos compañías: Aike, creada como una empresa subsidiaria de su petrolera Vista, dedicada a proyectos forestales y de ganadería; y Grid Exponencial, dedicada a crear empresas biotecnológicas.

## Controversias
Debido al aumento de deuda que la compañía YPF el gobierno presionó para que dimitiera. El acuerdo de cesión del cargo incluyó un pago de 5 millones de dólares en concepto de indemnización.